# Porto Rico aux Jeux olympiques d'été de 2020
Porto Rico participe aux Jeux olympiques de 2020 à Tokyo au Japon. Il s'agit de sa 19e participation à des Jeux d'été.

## Médaillés
| Sport      | Discipline  | Athlète(s)            | Performance | Date   |
| ---------- | ----------- | --------------------- | ----------- | ------ |
| Athlétisme | 100 m haies | Jasmine Camacho-Quinn | 12 s 37     | 2 août |

## Athlètes engagés
| Sport           | Hommes | Femmes | Total |
| --------------- | ------ | ------ | ----- |
| Athlétisme      | 3      | 1      | 4     |
| Aviron          | 0      | 1      | 1     |
| Basket-ball     | 0      | 12     | 12    |
| Boxe            | 1      | 0      | 1     |
| Équitation      | 0      | 1      | 1     |
| Golf            | 1      | 1      | 2     |
| Judo            | 1      | 2      | 3     |
| Lutte           | 1      | 0      | 1     |
| Natation        | 1      | 1      | 2     |
| Plongeon        | 1      | 0      | 1     |
| Skateboard      | 2      | 0      | 2     |
| Taekwondo       | 0      | 1      | 1     |
| Tennis de table | 1      | 2      | 3     |
| Tir             | 0      | 1      | 1     |
| Voile           | 1      | 1      | 2     |
| Total           | 13     | 24     | 37    |

## Résultats

### Athlétisme
| Athlète               | Épreuve        | 1er tour     | 1er tour | Demi-finale | Demi-finale | Finale  | Finale                         |
| Athlète               | Épreuve        | Temps        | Rang     | Temps       | Rang        | Temps   | Rang                           |
| --------------------- | -------------- | ------------ | -------- | ----------- | ----------- | ------- | ------------------------------ |
| Andrés Arroyo         | 800 m masculin | 1 min 53 s 9 | 7e       | Éliminé     | Éliminé     | Éliminé | Éliminé                        |
| Ryan Sánchez          | 800 m masculin | 1 min 47 s 7 | 7e       | Éliminé     | Éliminé     | Éliminé | Éliminé                        |
| Wesley Vázquez        | 800 m masculin | 1 min 49 s 6 | 7e       | Éliminé     | Éliminé     | Éliminé | Éliminé                        |
| Jasmine Camacho-Quinn | 100 m haies    | 12 s 41      | 1re      | 12 s 26     | 1re OR      | 12 s 37 | Médaille d'or, Jeux olympiques |

### Aviron
| Athlète       | Compétition   | Série         | Série | Repêchages  | Repêchages  | Quarts de finale | Quarts de finale | Demi-finale                   | Demi-finale | Finale                 | Finale |
| Athlète       | Compétition   | Temps         | Rang  | Temps       | Rang        | Temps            | Rang             | Temps                         | Rang        | Temps                  | Rang   |
| ------------- | ------------- | ------------- | ----- | ----------- | ----------- | ---------------- | ---------------- | ----------------------------- | ----------- | ---------------------- | ------ |
| Veronica Toro | Skiff féminin | 8 min 11 s 57 | 3e    | Non disputé | Non disputé | 8 min 35 s 32    | 6e               | Demi-finale C/D 7 min 53 s 36 | 5e          | Finale D 7 min 57 s 22 | 22e    |

### Basket-ball
| Phase de groupe     | Phase de groupe        | Phase de groupe         | Phase de groupe | Quart de finale  | Demi-finale      | Finale / MB      | Rang      |
| Adversaire Score    | Adversaire Score       | Adversaire Score        | Rang            | Adversaire Score | Adversaire Score | Adversaire Score | Rang      |
| ------------------- | ---------------------- | ----------------------- | --------------- | ---------------- | ---------------- | ---------------- | --------- |
| Chine Défaite 55-97 | Belgique Défaite 52-87 | Australie Défaite 69-96 | 4e              | Éliminées        | Éliminées        | Éliminées        | Éliminées |

### Boxe
| Athlète        | Catégorie        | 1/16e de finale        | 1/8e de finale      | Quart de finale     | Demi-finale         | Finale              | Rang    |
| Athlète        | Catégorie        | Adversaire Résultat    | Adversaire Résultat | Adversaire Résultat | Adversaire Résultat | Adversaire Résultat | Rang    |
| -------------- | ---------------- | ---------------------- | ------------------- | ------------------- | ------------------- | ------------------- | ------- |
| Yankiel Rivera | Mouches (-52 kg) | Bibossinov Défaite 1-4 | Éliminé             | Éliminé             | Éliminé             | Éliminé             | Éliminé |

### Équitation
| Athlète       | Cheval                  | Compétition | Dressage  | Dressage | Cross-country | Cross-country | Cross-country | Saut d'obstacles | Saut d'obstacles | Saut d'obstacles | Saut d'obstacles | Saut d'obstacles | Saut d'obstacles | Total    | Total |
| Athlète       | Cheval                  | Compétition | Dressage  | Dressage | Cross-country | Cross-country | Cross-country | Qualification    | Qualification    | Qualification    | Finale           | Finale           | Finale           | Total    | Total |
| Athlète       | Cheval                  | Compétition | Pénalités | Rang     | Pénalités     | Total         | Rang          | Pénalités        | Total            | Rang             | Pénalités        | Total            | Rang             | Total    | Total |
| ------------- | ----------------------- | ----------- | --------- | -------- | ------------- | ------------- | ------------- | ---------------- | ---------------- | ---------------- | ---------------- | ---------------- | ---------------- | -------- | ----- |
| Lauren Billys | Castle Larchfield Purdy | Individuel  | 39.90     | 54e      | Éliminée      | Éliminée      | Éliminée      | Éliminée         | Éliminée         | Éliminée         | Éliminée         | Éliminée         | Éliminée         | Éliminée |       |

### Golf
| Athlète               | Compétition       | Scores | Scores | Scores | Scores | Total    | Rang |
| Athlète               | Compétition       | Jour 1 | Jour 2 | Jour 3 | Jour 4 | Total    | Rang |
| --------------------- | ----------------- | ------ | ------ | ------ | ------ | -------- | ---- |
| Rafael Campos         | Épreuve masculine | 73     | 73     | 70     | 72     | 288 (+4) | T57  |
| Maria Fernanda Torres | Épreuve féminine  | 73     | 77     | 70     | 67     | 287 (+3) | 48e  |

### Judo
| Athlète        | Compétition           | 1er tour            | 2e tour              | Quart de finale     | Demi-finale         | Repêchage 1         | Repêchage 2         | Finale              | Rang     |
| Athlète        | Compétition           | Adversaire Résultat | Adversaire Résultat  | Adversaire Résultat | Adversaire Résultat | Adversaire Résultat | Adversaire Résultat | Adversaire Résultat | Rang     |
| -------------- | --------------------- | ------------------- | -------------------- | ------------------- | ------------------- | ------------------- | ------------------- | ------------------- | -------- |
| Adrián Gandía  | Moins de 81 kg hommes | Exempté             | Casse Défaite 01-11  | Éliminé             | Éliminé             | Éliminé             | Éliminé             | Éliminé             | Éliminé  |
| María Pérez    | Moins de 70 kg femmes | Non disputé         | Howell Victoire 10-0 | Arai Défaite 0-10   | Éliminée            | Éliminée            | Éliminée            | Éliminée            | Éliminée |
| Melissa Mojica | Plus de 78 kg femmes  | Non disputé         | Nunes Défaite 0-1    | Éliminé             | Éliminé             | Éliminé             | Éliminé             | Éliminé             | Éliminé  |

### Lutte
| Athlète        | Compétition  | Huitièmes de finale        | Quarts de finale    | Demi-finale         | Repêchage           | Finale 3e place Classement | Rang    |
| Athlète        | Compétition  | Adversaire Résultat        | Adversaire Résultat | Adversaire Résultat | Adversaire Résultat | Adversaire Résultat        | Rang    |
| -------------- | ------------ | -------------------------- | ------------------- | ------------------- | ------------------- | -------------------------- | ------- |
| Franklin Gómez | 74 kg hommes | Abdurakhmonov Défaite 0-10 | Éliminé             | Éliminé             | Éliminé             | Éliminé                    | Éliminé |

### Plongeon
| Athlète         | Compétition                 | Éliminatoires | Éliminatoires | Demi-finale | Demi-finale | Finale  | Finale  |
| Athlète         | Compétition                 | Points        | Rang          | Points      | Rang        | Points  | Rang    |
| --------------- | --------------------------- | ------------- | ------------- | ----------- | ----------- | ------- | ------- |
| Rafael Quintero | Haut-vol à 10 mètres hommes | 396,90        | 12e           | 397,55      | 14e         | Éliminé | Éliminé |

### Natation
| Athlète        | Épreuve                  | Série         | Série | Demi-finale | Demi-finale | Finale   | Finale   |
| Athlète        | Épreuve                  | Temps         | Rang  | Temps       | Rang        | Temps    | Rang     |
| -------------- | ------------------------ | ------------- | ----- | ----------- | ----------- | -------- | -------- |
| Jarod Arroyo   | 200 m 4 nages masculin   | 2 min 1 s 92  | 39e   | Éliminé     | Éliminé     | Éliminé  | Éliminé  |
| Jarod Arroyo   | 400 m 4 nages masculin   | 4 min 17 s 46 | 22e   | Non disputé | Non disputé | Éliminé  | Éliminé  |
| Miriam Sheehan | 100 m papillon féminin   | 1 min 2 s 49  | 31e   | Éliminée    | Éliminée    | Éliminée | Éliminée |
| Miriam Sheehan | 100 m nage libre féminin | 56 s 64       | 38e   | Éliminée    | Éliminée    | Éliminée | Éliminée |

### Skateboard
| Athlète        | Compétition   | Rounds | Rounds | Finale  | Finale  |
| Athlète        | Compétition   | Points | Rang   | Points  | Rang    |
| -------------- | ------------- | ------ | ------ | ------- | ------- |
| Steven Piñeiro | Park hommes   | 76,20  | 6e     | 75,17   | 6e      |
| Manny Santiago | Street hommes | 5,45   | 19e    | Éliminé | Éliminé |

### Taekwondo
| Athlète            | Compétition           | Huitièmes de finale  | Quarts de finale    | Demi-finale         | Repêchage           | Finale / MB         | Rang     |
| Athlète            | Compétition           | Adversaire Résultat  | Adversaire Résultat | Adversaire Résultat | Adversaire Résultat | Adversaire Résultat | Rang     |
| ------------------ | --------------------- | -------------------- | ------------------- | ------------------- | ------------------- | ------------------- | -------- |
| Victoria Stambaugh | Moins de 80 kg femmes | Semberg Défaite 2-22 | Éliminée            | Éliminée            | Éliminée            | Éliminée            | Éliminée |

### Tennis de table
| Athlète(s)     | Compétition      | Tour préliminaire | 1er tour             | 2e tour          | 3e tour          | 4e tour          | Quarts de finale | Demi-finale      | Finale / MB      | Rang     |
| Athlète(s)     | Compétition      | Adversaire Score  | Adversaire Score     | Adversaire Score | Adversaire Score | Adversaire Score | Adversaire Score | Adversaire Score | Adversaire Score | Rang     |
| -------------- | ---------------- | ----------------- | -------------------- | ---------------- | ---------------- | ---------------- | ---------------- | ---------------- | ---------------- | -------- |
| Brian Afanador | Simple messieurs | Exempté           | Lam Défaite 3-4      | Éliminé          | Éliminé          | Éliminé          | Éliminé          | Éliminé          | Éliminé          | Éliminé  |
| Adriana Díaz   | Simple dames     | Exemptée          | Exemptée             | Exemptée         | Liu Défaite 0-4  | Éliminée         | Éliminée         | Éliminée         | Éliminée         | Éliminée |
| Melanie Díaz   | Simple dames     | Exemptée          | Paranang Défaite 0-4 | Éliminée         | Éliminée         | Éliminée         | Éliminée         | Éliminée         | Éliminée         | Éliminée |

### Tir
| Athlète         | Compétition                 | Qualification | Qualification | Finale   | Finale   |
| Athlète         | Compétition                 | Points        | Rang          | Points   | Rang     |
| --------------- | --------------------------- | ------------- | ------------- | -------- | -------- |
| Yarimar Mercado | Carabine à 50 m 3 positions | 1157-49x      | 28e           | Éliminée | Éliminée |

### Voile
| Athlète                         | Compétition    | Régate | Régate | Régate | Régate | Régate | Régate | Régate | Régate | Régate | Régate | Régate | Régate | Régate | Total net | Rang final |
| Athlète                         | Compétition    | 1      | 2      | 3      | 4      | 5      | 6      | 7      | 8      | 9      | 10     | 11     | 12     | CM     | Total net | Rang final |
| ------------------------------- | -------------- | ------ | ------ | ------ | ------ | ------ | ------ | ------ | ------ | ------ | ------ | ------ | ------ | ------ | --------- | ---------- |
| Enrique Figueroa Gretchen Ortiz | Nacra 17 mixte | 15     | 16     | 16     | 18     | 18     | 19     | 4      | 17     | 19     | 15     | 18     | 18     | EL     | 174       | 17e        |